# Госек
Госек (њем. Goseck) општина је у њемачкој савезној држави Саксонија-Анхалт. Једно је од 43 општинска средишта округа Бургенланд. Према процјени из 2010. у општини је живјело 1.075 становника. Посједује регионалну шифру (AGS) 15084170.

## Географски и демографски подаци
Госек се налази у савезној држави Саксонија-Анхалт у округу Бургенланд. Општина се налази на надморској висини од 152 метра. Површина општине износи 14,6 km². У самом мјесту је, према процјени из 2010. године, живјело 1.075 становника. Просјечна густина становништва износи 74 становника/km².